# L'ultimo bacio
L'ultimo bacio (Nederlands: De laatste kus) is een Italiaanse film uit 2001 geregisseerd door Gabriele Muccino. De hoofdrollen worden vertolkt door Stefano Accorsi en Giovanna Mezzogiorno.

## Verhaal
Giulia en Carlo zijn al drie jaar gelukkig samen en zijn van plan te trouwen. Wanneer Giulia hem vertelt dat ze zwanger is, geraakt Carlo in paniek. Hij wordt bovendien verliefd op de achttienjarige Francesca die hij heeft leren kennen tijdens het huwelijksfeest van een vriend. De twee flirten met elkaar terwijl Giulia de voorbereidingen treft voor hun huwelijk. Giulia ontdekt de geheime relatie tijdens de begrafenis van de vader van een vriend van Carlo. Ze is zo razend dat ze Carlo zelfs bedreigt met een mes. Carlo beseft uiteindelijk dat hij verkeerd bezig was en dat Giulia de ware is. Giulia vergeeft Carlo en de film eindigt met hun huwelijk.

## Rolverdeling
| Acteur               | Personage |
| -------------------- | --------- |
| Stefano Accorsi      | Carlo     |
| Giovanna Mezzogiorno | Giulia    |
| Stefania Sandrelli   | Anna      |
| Marco Cocci          | Alberto   |
| Pierfrancesco Favino | Marco     |
| Sabrina Impacciatore | Livia     |
| Regina Orioli        | Arianna   |
| Giorgio Pasotti      | Adriano   |
| Daniela Piazza       | Veronica  |
| Claudio Santamaria   | Paolo     |